# Rowland Hill
El General Rowland Hill, 1r Vescomte Hill, GCB, GCH (11 d'agost de 1772 – 10 de desembre de 1842) fou un militar britànic que serví a les guerres napoleòniques com a comandant de brigada, divisió i cos sota el comandament del Arthur Wellesley, 1r Duc de Wellington. El 1828 va esdevenir Comandant en Cap de l'Exèrcit Britànic.

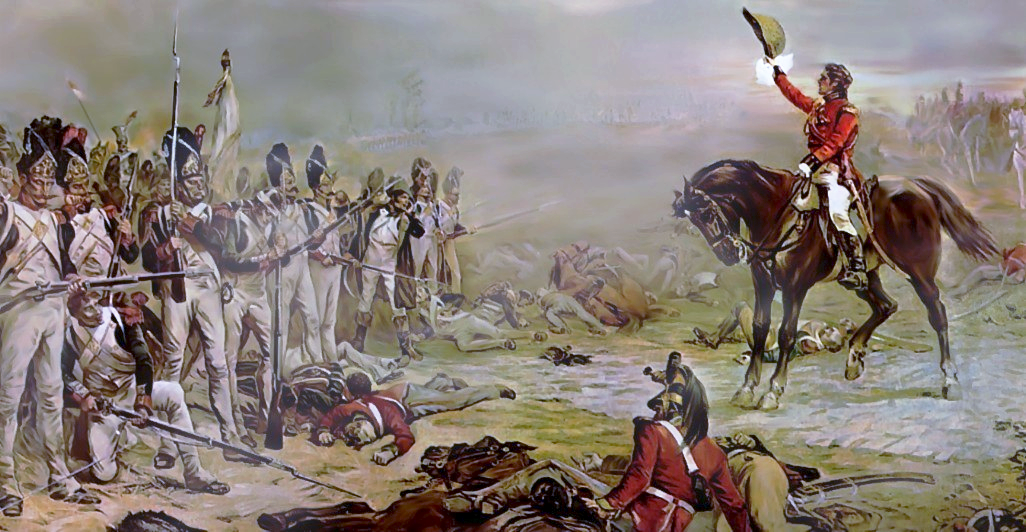
Batalla de Waterloo, Hill convida les darreres restes de la Guàrdia Imperial a rendir-se.

## Biografia
Educat a la The King's School a Chester, Hill va ser comissionat al 38è a Peu el 1790. Va ser promogut a tinent el 27 de gener de 1791. On 16 March 1791, after a period of leave, he was appointed to the 53rd Regiment of Foot.
Se li demanà que aixequés una companyia independent i se li donà el rang de capità el 30 de març de 1793.
Va serví al setge de Toló l'agost de 1793 d'on portà els despatxos a Londres.  Llavors va ser transferit a una de les companyies independents del major general Cornelius Cuyler el 16 de novembre 1793. El 1794 assistí a Thomas Graham a llevar el 90è a Peu, pel qual va ser promogut a major el 27 de maig de 1794 i a tinent coronel el 26 de juliol de 1794. Va ser promogut a coronel l'1 de gener de 1800.
El 1801 comandà el 90è a Peu quan desembarcar a la badia d'Aboukir, a Egipte, com a part de la força sota Sir Ralph Abercromby: Hill va ser seriosament ferit en acció quan una bala de mosquet l'impactà al cap. Durant les setmanes següents Hill ajudà a expulsar les forces franceses d'Egipte. Hill esdevingué brigadier el 1803 i major general el 2 de novembre de 1805.

### La Península Ibèrica
Hill comandà una brigada a la batalla de Roliça i també a la de Vimeiro el 1808. Participà a la campanya de Sir John Moore de 1808-1809 a Espanya, comandant una brigada a la batalla d'Elviña. Mentre que servia amb Wellington a la segona batalla de Porto, unitats de la brigada de Hill llançaren un assalt a través del riu Duero que finalment va fer allunyar-se el cos del mariscal Jean de Dieu Soult de Porto.
Hill comandà la 2a Divisió d'Infanteria a la batalla de Talavera. La nit abans de la batalla, el mariscal Claude Victor llançà un atac per sorpresa, escombrant al costat dos batallons de la Legió Alemanya del Rei i arribà a una elevació clau. Tal com Hill afirmà posteriorment, estava segur que es tractava del vell Buffs, com sempre, ficant la pota. No obstant, deixà una brigada de reserva a la foscor. En el breu combat que seguí, Hill va quedar breument aïllat i de poc va ser capturat per un francès, però les seves tropes recuperaren el cim. Aquesta va ser la primera ocasió en que Hill suposadament blasfemà.
Encara comandant la 2a Divisió durant la invasió del mariscal André Masséna de Portugal el 1810, Hill lluità a la batalla de Bussaco. La tardor de 1811, Wellington donà a Hill el comandament independent de 16.000 homes dirigint-se a Badajoz. El 28 d'octubre liderà un exitós atac sobre els francesos a la batalla de l'Arroyo dos Molinos. El 21 de gener de 1812 va ser nomenat al càrrec honorífic de Governador de Blackness Castle i, el 22 de febrer, va ser nomenat cavaller del Bany i, a més, el 4 de maig, va rebre la Gran Creu de Cavaller de l'orde de la Torre i l'Espasa portuguesa.
El maig de 1812, després de la captura de Badajoz, Hill llançà un segon atac que destruí un pont clau durant la batalla d'Almaraz. Mentre Wellington guanyava la batalla de Salamanca, Hill protegia Badajoz amb un cos independent de 18.000 homes, incloent la 2a Divisió britànica, la divisió portuguesa de John Hamilton i la 2a Divisió de Cavalleria de William Erskine. Va ser promogut a tinent general el 30 de desembre de 1811.
Després de la captura britànica de Madrid, Hill era responsable d'un exèrcit de 30.000 homes.  Hill comandà la columna dreta durant la campanya i victòria decisiva britànica a la batalla de Vitòria el 21 de juny de 1813. Encara comandant un cos, lluità a la batalla dels Pirineus. A Vitòria i durant la invasió de Wellington del sud de França, el cos de Hill normalment consistia en la 2a Divisió de William Stewart, la Divisió portuguesa (comandada per John Hamilton, Francisco Silveira o Carlos Le Cor) i la Divisió espanyola de Pablo Morillo. Pel seu lideratge en aquestes batalles va rebre una medalla i dues barres el 7 d'octubre de 1813. Liderà de nou el Cos Dret a la batalla de Nivelle el 10 de novembre de 1813.
El 13 de desembre de 1813, durant la batalla de Nive, Hill realitzà el que potser va ser la seva millor obra en la seva defensa de St-Pierre d'Irube. Amb els seus 14.000 homes i 10 canons aïllat a la riba est del Nive per un pont trencat, Hill rebutjà els atacs dels 30.000 homes i 22 canons del mariscal Nicolas Soult. Lluità aquesta batalla amb gran habilitat i "va ser vist allà on hi havia perill, i repetidament arrenglerà els regiments personalment per salvar el que semblava una batalla perduda... Fins i tot se'l va escoltar com maleïa". Posteriorment lluità a Orthez i a Tolosa. Wellington digué "el millor de Hill és que sempre sé on el trobaré".  Va ser nomenat governador de Hull el 13 de juliol de 1814  i comandant de l'orde austrohongarès de Maria Teresa el 23 de setembre de 1815.
Anomenat "Papa Hill", es preocupava per les seves tropes i era adorat pels seus homes. En una ocasió, donà a un oficial ferit que havia arribat al seu quarter general amb un cistell de dinar. En una altra ocasió, un sergent lliurà una carta a Hill. Sense esperar res més que les gràcies, l'home quedà sorprès quan el general es preocupés perquè pogués sopar i tingués un lloc on passar la nit. Al dia següent, Hill li donà menjar i una lliura per a la resta del viatge.
Va ser també membre del Parlament per Shrewsbury des de 1812  fins 1814, quan va ser elevat a la noblesa com a Baró Hill d'Almaraz i de Hawkestone al comtat de Salop.
Hill també va ser coronel del 3r Batalló de Guarnició des del 14 de gener de 1809, coronel del 94è Regiment a Peu des del 23 de setembre de 1909, coronel del 72è Regiment a Peu des del 29 d'abril de 1915  i coronel del Reial Regiment de Guàrdies a Cavall des del 19 de novembre de 1830.

### Waterloo i darrers anys

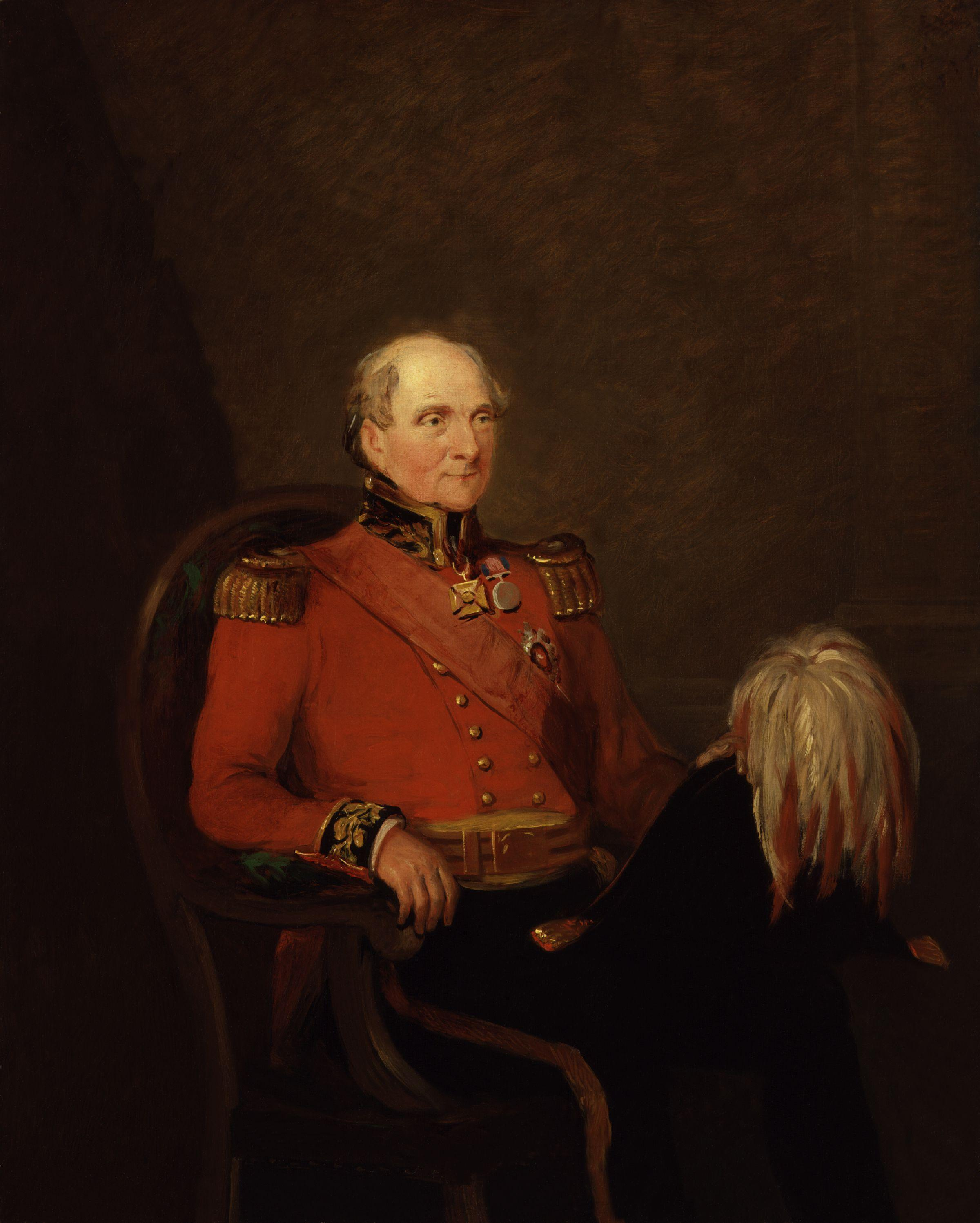
Hill ready for the annual Waterloo anniversary banquet at Apsley House in 1836

A la batalla de Waterloo, Hill comandà el II Cos. Liderà la famosa càrrega de la brigada de Sir Frederick Adam contra la Guàrdia Imperial cap al final de la batalla. Durant algun temps es pensà que havia caigut en el combat. En sortí sense cap ferida, però, i continuà amb l'exèrcit a França fins a la seva retirada el 1818.
Rebré nombroses distincions de les nacions aliades després de la batalla. Va rebre la Gran Creu de Cavaller de l'orde del Bany el 4 de gener de 1815 i, el 21 d'agost de 1815 va ser fet cavaller comandant de l'orde austríaca de Maria Teresa i cavaller de l'Sant Jordi de Rússia. El 27 d'agost de 1815 el rei Guillem I dels Països Baixos el va fer Comandant de l'exclusiu orde militar de Guillem. A la coronació de Jordi IV el 1821, Lord Hill portà l'estendard d'Anglaterra a la processó des de Westminster Hall fins a l'abadia de Westminster. Entre 1828 i 1842 succeí al Duc de Wellington com a Comandant en Cap de les Forces.  També va ser nomenat Governador de Plymouth el 18 de juny de 1830  i esdevingué Vescomte Hill d'Almaraz el 22 de setembre de 1842.
Un apassionat caçador de guineus, Hill va ser mestre dels Foxhounds de North Shropshire fins al 1823. El lloc existeix fins avui i caça al nord del comtat, incloent-hi els terrenys del seu lloc de naixement, Hawkstone Hall. Més tard va compartir el Mestratge amb Sir Bellingham-Graham i Sir Edward Smythe, els gossos en aquest moment tenen la gossera a dues milles al sud-est de Hawkstone Hall. Hill també va formar la Hawkstone Otter Hunt cap al 1800, que va ser mantinguda i caçada pels successius Lords.
Va morir a Hardwicke Grange, Hadnall, Shropshire el 10 de desembre de 1842. Va ser enterrat al cementiri de Hadnall, Shropshire.